# Antonio Gustavo Matos do Vale
Antonio Gustavo Matos do Vale (Minas Gerais, 28 de abril de 1951) é Vice-Presidente de Gestão de Pessoas, Suprimentos e Operações do Banco do Brasil. Foi escolhido pelo conselho de administração do Banco, que elegeu oito novos Vice-Presidentes para completar o mandato 2017/2019. É graduado em Ciências Contábeis, Administração de Empresas e Ciências Econômicas pela Pontifícia Universidade Católica de Minas Gerais, em Belo Horizonte e especialista em Análise de Sistemas.
Trabalhou durante 17 anos no Banco Central. Na instituição atuou como Auditor, Inspetor e Coordenador, Assessor, Chefe de Divisão e Chefe Adjunto no Departamento de Fiscalização, tendo como última função a de Diretor de Liquidações e Controle de Operações do Crédito Rural, onde ficou até fevereiro de 2011. Foi membro da equipe de Implementação do Programa de Reestruturação do Sistema Financeiro Estadual e do Financiamento das Dívidas dos Estados, do Distrito Federal e dos Municípios; coordenador do Projeto Adaptação dos Sistemas Informatizados das Instituições Componentes do Sistema financeiro do Brasil (SFN) na passagem do ano 2000 ("Bug do Milênio") e membro do Conselho de Administração da Fundação Banco Central de Previdência Privada (Centrus).
Exerceu o cargo de presidente da Infraeroentre 2011 e 2016.. Foi Vice-Presidente de Tecnologia e Infraestrutura e Diretor de Tecnologia e Infraestrutura do Banco do Brasil, no período entre abril/2001 e janeiro/2003.
Em março de 2017 foi convidado para voltar à casa e reassumir o cargo depois de sua primeira passagem no segundo Governo Fernando Henrique Cardoso, entre os anos de 2001 e 2003.